# II Certame Internacional de Aviação
O II Certame Internacional de Aviação foi um concurso aeronáutico que teve lugar no Aeródromo da Amadora, em Lisboa, tendo sido promovido pelo Aero Club de Portugal aquando das festas da cidade em Junho de 1935. Ocorreram várias competições e exibições, onde houve a participação de aviadoras famosas como Luize Hoffman, a alemã Hanna Reitsch e a paraquedista francesa Edith Clark.